# Amenia (ville, New York)
Pour les articles homonymes, voir Amenia (homonymie).
Amenia est une ville située dans le comté de Dutchess, dans l'État de New York, aux États-Unis,. En 2010, elle comptait une population de 4 436 habitants, estimée au 1er juillet 2016 à 4 253 habitants.

## Démographie
Lors du recensement de 2010, la ville comptait une population de 4 436 habitants. Elle est estimée, en 2016, à 4 253 habitants.